# Landstraße metróállomás
Landstraße egy metróállomás Bécsben a bécsi metró U3-as és U4-es vonalán, Wien Mitte vasútállomás mellett.

## Szomszédos állomások
A metróállomáshoz az alábbi állomások vannak a legközelebb:
- Stubentor
- Rochusgasse
- Schwedenplatz
- Stadtpark

## Átszállási kapcsolatok
| U3 (Ottakring ↔ Simmering)      |                                  |                                    |
| U4 (Heiligenstadt ↔ Hütteldorf) |                                  |                                    |
| Állomás                         | Átszállási kapcsolatok           | Fontosabb létesítmények            |
| Landstraße                      | S1 , S2 , S3 , S4 , S7 CAT O 74A | Wien Mitte vasútállomás, Stadtpark |